# Gusttavo Lima

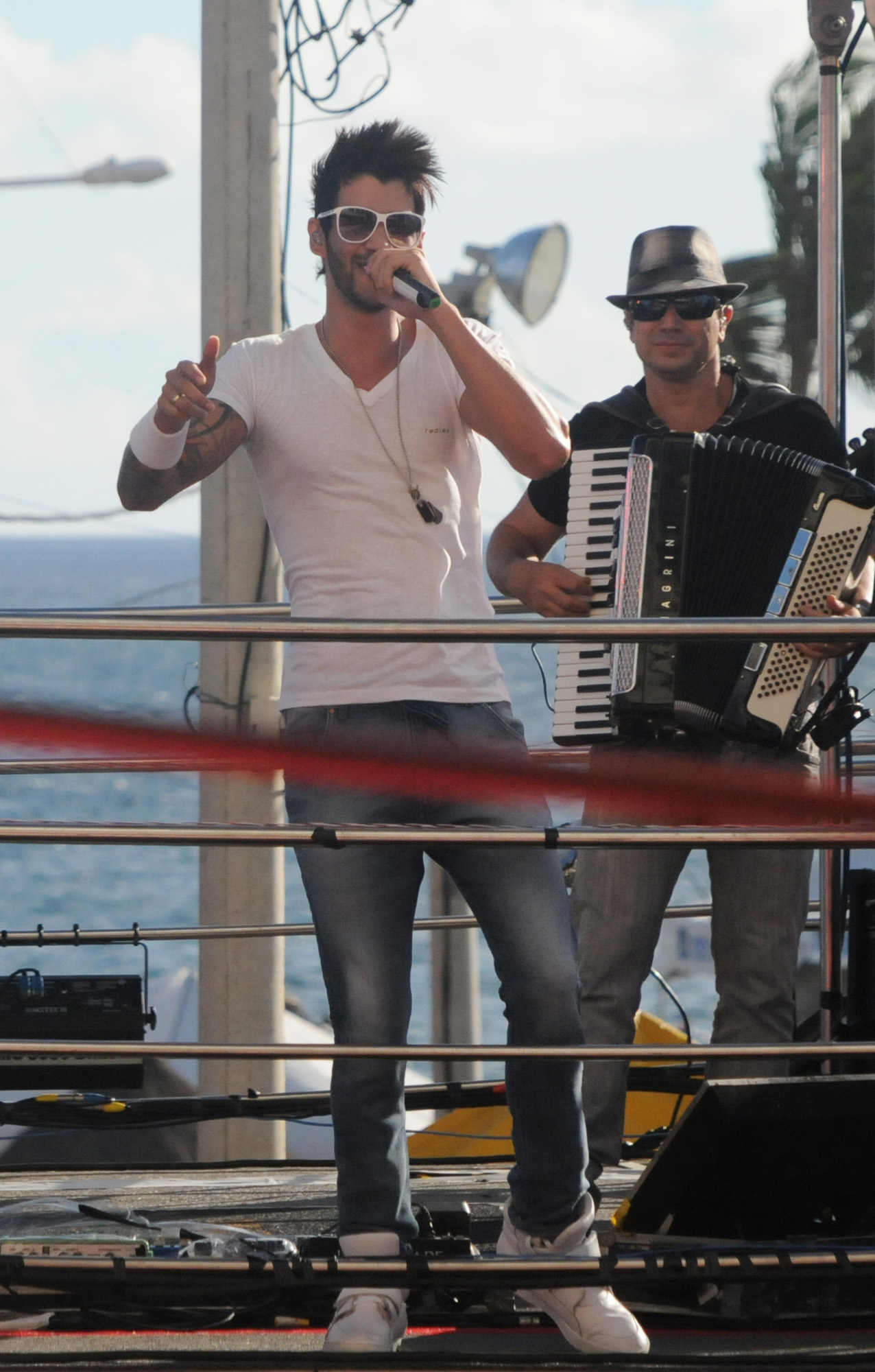
Gusttavo Lima (2013)

Gusttavo Lima (* 3. září 1989, Presidente Olegário, Minas Gerais) je brazilský zpěvák.

## Kariéra
Již v devíti letech, v roce 1999, nastoupil jako sólista do sboru a upoutal pozornost přes jeho interpretaci „É Amor“ od Zezé Di Camargo & Luciano. V roce 2010 podepsal smlouvu s Som Livre Laber a vydal album s názvem Invertor dos Amores, kterého se prodalo 15 000 kopií. V roce 2011 vydal CD a DVD Gusttavo Lima e você, které bylo nahráno živě na hudebním festivalu, kde bylo 60 000 lidí. Z tohoto alba také pochází skladba „Balada Boa“, která ho nejvíce proslavila po celém světě. V lednu 2012 se vydal na své první mezinárodní turné. Z tohoto turné by také mělo být nahráno CD a DVD s názvem Ao Vivo em São Paulo.